# 14947 Luigibussolino
14947 Luigibussolino è un asteroide della fascia principale. Scoperto nel 1996, presenta un'orbita caratterizzata da un semiasse maggiore pari a 2,2981582 UA e da un'eccentricità di 0,1040415, inclinata di 4,24660° rispetto all'eclittica. Ha un diametro di 2,259 km.